# Ausschuss für Handel und Umwelt
Der Ausschuss für Handel und Umwelt (Committee on Trade and Environment, CTE) ist ein Gremium der Welthandelsorganisation (WTO).

## Geschichte
Der Ausschuss wurde beim ersten Treffen des Allgemeinen Rates am 31. Januar 1995 eingerichtet. Seine Gründung geht aber auf die Entscheidung der Minister während der Uruguay-Runde in Marrakesch 1994 über Handel und Umwelt zurück. Als Vorgänger gilt die EMIT-Gruppe. Jedes Mitglied der WTO hat die Möglichkeit dem Ausschuss beizutreten. Zahlreiche Zwischenregierungsorganisationen haben einen Beobachterstatus.

## Aufgaben
Das Gremium stellt eine Möglichkeit der Mitglieder dar, den Zusammenhang zwischen Handel und Umweltfragen zu besprechen. Das Gremium hat dabei keinen konkreten Verhandlungsauftrag, sondern soll im Verhältnis von Umwelt- und Handelsfragen Empfehlungen für notwendige Änderungen im Welthandelsrecht erarbeiten. Dabei ist ein Hauptthema die Frage der Nachhaltigkeit von Handelsmaßnahmen. Die Debatten in den 2010er Jahren waren vom Klimawandel geprägt.
Das Gremium gibt verschiedenen Agenturen der Vereinten Nationen, wie dem Umweltprogramm der Vereinten Nationen und den Sekretariaten verschiedener Umweltabkommen die Mitglieder der Welthandelsorganisation über deren Arbeit zu informieren. Die Arbeit des Gremiums wird aber als „ernüchternd“ eingestuft.